# Jalen Collins
Jalen Carnell Collins (* 20. März 1993 in Kansas City, Missouri) ist ein US-amerikanischer American-Football-Spieler auf der Position des Cornerbacks. Er stand in der National Football League (NFL) bei den Atlanta Falcons und den Indianapolis Colts unter Vertrag.

## Frühe Jahre
Collins ging in Olive Branch, Mississippi, auf die Highschool. Später besuchte er die Louisiana State University. Nach der Collegefootballsaison 2014 gab er bekannt, dass er am NFL Draft 2015 teilnehmen wird.

## NFL

### Atlanta Falcons
Collins wurde im NFL Draft 2015 in der zweiten Runde an 42. Stelle von den Atlanta Falcons ausgewählt. Am 9. Mai 2015 unterschrieb Collins bei den Falcons einen Vierjahresvertrag. Bereits in seiner ersten Profisaison war er in allen 16 Saisonspielen aktiv, jedoch nur zweimal als Starter. Vor seiner zweiten Profisaison wurde er für vier Spiele von der NFL auf Grund des Missbrauchs von leistungssteigernden Substanzen gesperrt. Am 27. Dezember 2016, im Spiel gegen die Carolina Panthers erzielte er seine erste Interception in der NFL. Eine Woche später, im Spiel gegen die New Orleans Saints legte er direkt eine zweite Interception nach. Am 14. Januar 2017 absolvierte Collins sein erstes Play-off-Spiel gegen die Seattle Seahawks, welche 36:20 besiegt wurden. Am 22. Januar 2017 im NFC Championship Game gegen die Green Bay Packers zwang er den Fullback der Packers, Aaron Ripkowski, zu einem Fumble, welchen er selbst sicherte. Das Spiel wurde mit 44:21 gewonnen. Somit erreichte Collins mit den Falcons den Super Bowl LI, welcher aber mit 28:34 gegen die New England Patriots verloren wurde. Am 6. August 2017 wurde er für zehn Spiele gesperrt, weil er erneut verbotene, leistungssteigernde Substanzen einnahm. Am 21. November 2017 wurde er von den Falcons entlassen.

### Indianapolis Colts
Am 15. November 2018 wurde Collins bei den Indianapolis Colts zum Practice Squad hinzugefügt, blieb aber in der Saison 2018 ohne aktive Einsätze.